# 용왕정
용왕정(龍王亭)은 서울 정도 600년(1394년 ~ 1994년)을 기념하여 1994년에 지어진 팔각형 정자로 조선 중기 건축형태로 건립하였다.정자에 올라가면 서울특별시 시내를 조망할 수 있는 전망이 뛰어난 곳이다. 용왕정이 있는 해발 78m의 용왕산은 일명 엄지산(嚴知山)이라고도 하며 지형적으로 '천호지벌'(인공폭포 건너편)의 초입되는 곳에 있다. "임금이 꿈에서 누군가 자신을 해치는 꿈을 꾸었다. 왕은 엄지산 아랫마을에 사는 영험한 힘을 가진 박씨 노인이 죽어서 용으로 변신한 뒤 왕이 되려하는 것을 알고는 화살로 용을 쏘아 죽였다." 왕에 얽힌 이 고사 때문에 용왕산으로 불리기 시작했다고 한다. 
{토막글|한국의 지리|한국사}